# Faune urbaine

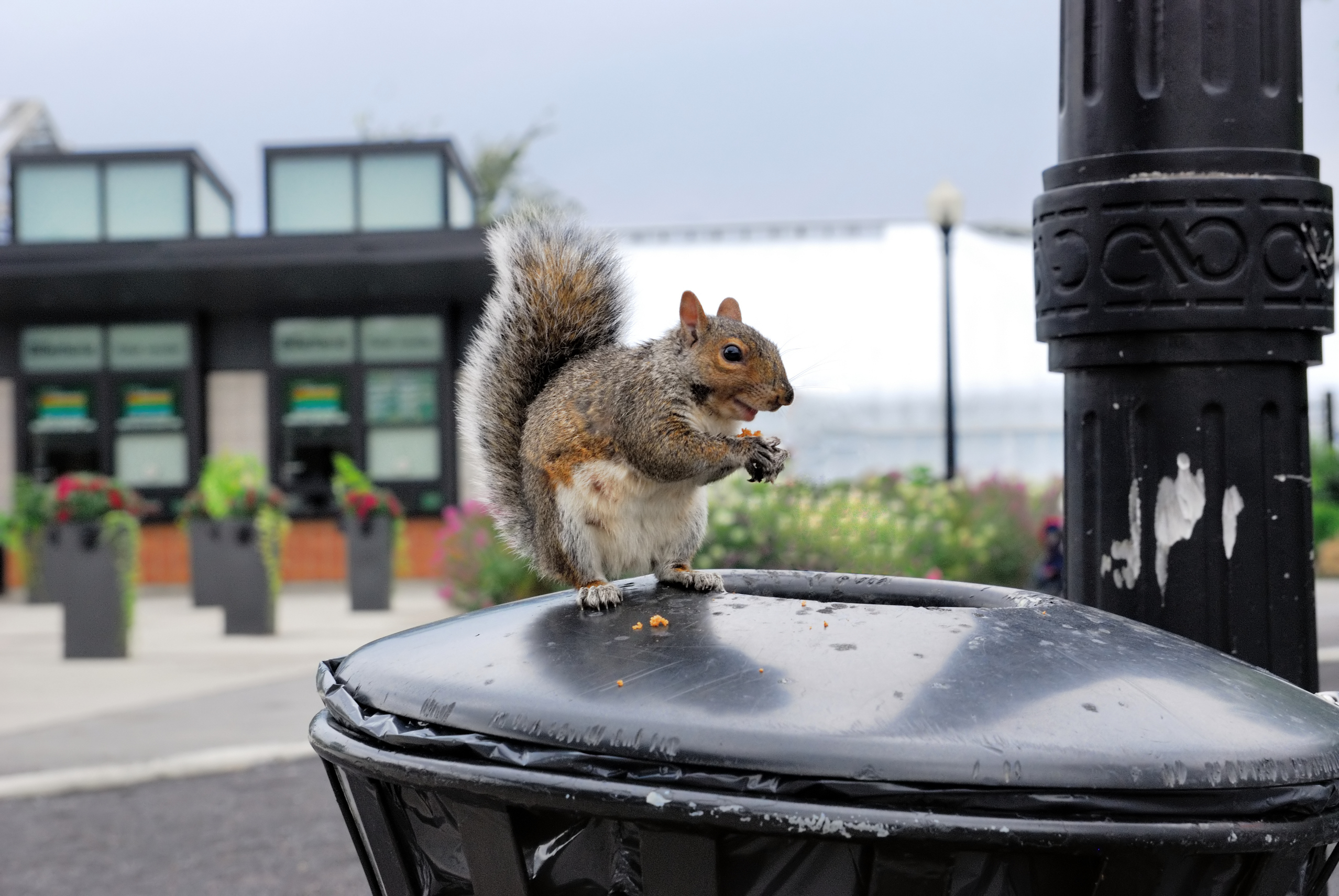
Écureuil à Montréal fouillant dans une poubelle pour trouver de la nourriture.

La faune urbaine désigne la faune sauvage qui peut vivre ou prospérer en milieu urbain. Plusieurs types d’espèces fréquentent les milieux urbains divisés selon leurs comportements et leurs types de relations avec les humains et leurs infrastructures.
Certaines espèces sont synanthropiques (du grec sun “avec” et anthrôpos “homme”), c’est-à-dire qu’elles trouvent des bénéfices à vivre près des humains voire qu’elles en sont dépendantes. Les écologues observent une tendance de plusieurs populations animales à la synurbanisation (terme évoquant à la fois les notions de synanthropisation et d'urbanisation) qui représente une réponse adaptative à l'expansion mondiale des zones urbaines. 
D’autres sont liminaires, moins intégrées aux villes que les espèces synanthropiques, et vivent une vie dépolarisée entre nature et zones périurbaines. Elles exploitent le meilleur de leurs territoires hybrides, cette adaptation est appelée liminarisation. Ce terme apparaît pour la première fois dans “Zoopolis: A Political Theory of Animal Rights” .
Il est important de souligner que, ces deux termes étant relativement nouveaux, aucun d’entre eux n’est officiellement reconnu ni défini à ce jour, ce qui rend leurs définitions et interprétations variables en fonction des scientifiques.
Le milieu urbain est un habitat artificiel qui offre son lot de niches écologiques et permet à de nombreuses espèces de trouver des conditions favorables à leur prospérité. En effet, les villes offrent des refuges face à la prédation de certains animaux et aux perturbations de la chasse et de l’agriculture. Elles abritent également un microclimat plus doux en hiver, une grande variété d’habitats ainsi que des ressources alimentaires extrêmement importantes, notamment via les déchets. 
La cohabitation entre la faune sauvage et les humains ainsi que leurs animaux domestiques crée des défis. Les conflits engendrés par cette cohabitation poussent parfois les humains à aménager des plans de gestion pour contrôler les populations des animaux qu’ils qualifient de nuisibles. Comprendre les dynamiques des écosystèmes urbains et les défis liés à ces cohabitations sont nécessaires pour aboutir à une approche durable.

## Aperçu
Certaines espèces ou populations peuvent devenir entièrement dépendantes de l'humain. Ainsi, l'aire de répartition de nombreuses espèces synanthropiques s'est étendue aux latitudes où elles ne peuvent survivre à l'hiver en dehors des établissements humains. D'autres espèces tolèrent simplement la cohabitation avec les humains et l'utilisation des espaces verts restants, certaines s'habituant progressivement au nouvel habitat avec le temps et devenant éventuellement synanthropiques. Ces espèces représentent une minorité des créatures qui habitent normalement une région. Par exemple, une compilation des études de 2014 a révélé que seulement 8 % des oiseaux indigènes et 25 % des espèces végétales indigènes étaient présents dans les zones urbaines par rapport aux estimations de la densité non urbaine des espèces.

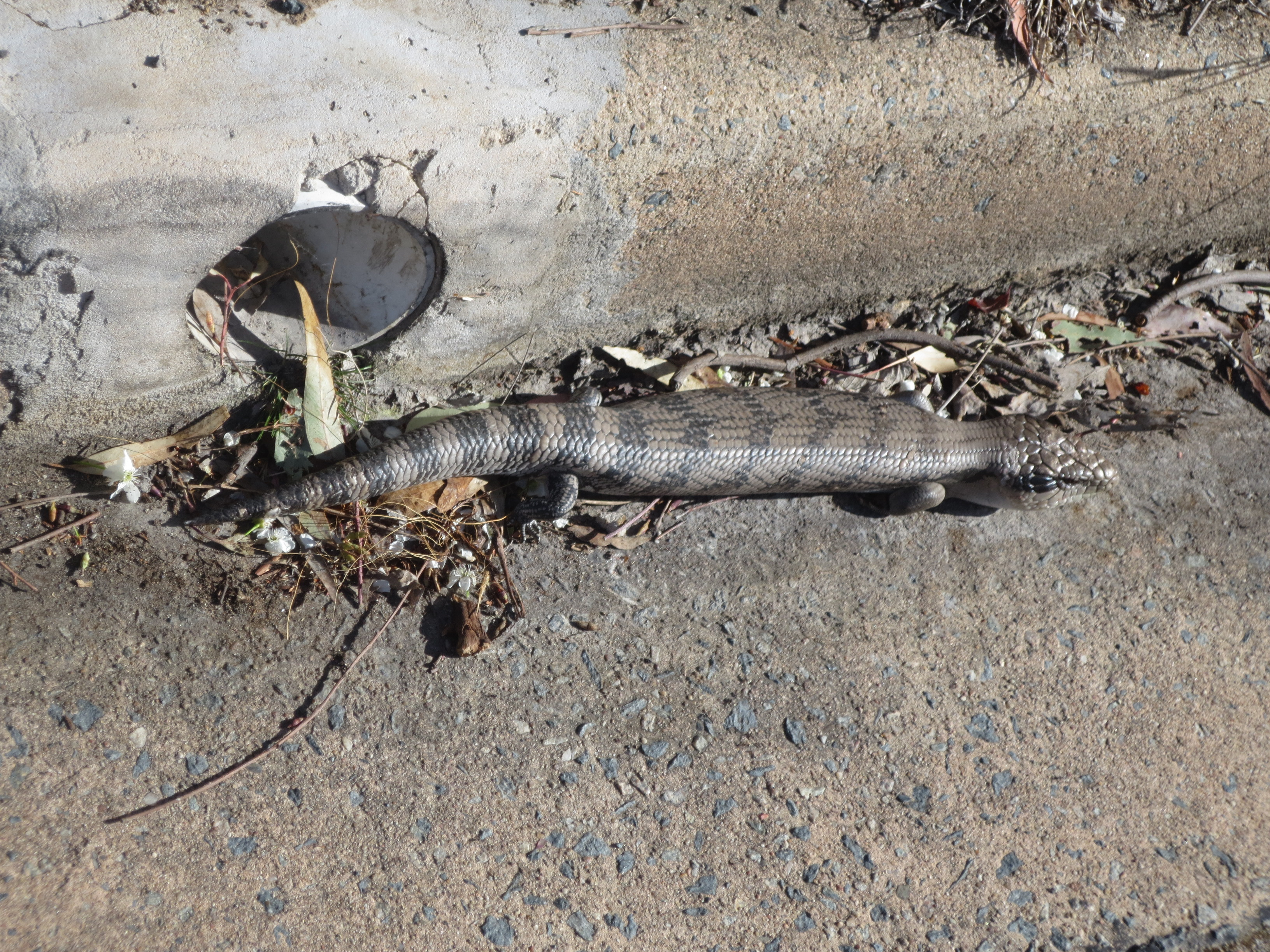
Scinque à langue bleue dans la rue d'une banlieue de Canberra.

La faune urbaine peut être trouvée à n'importe quelle latitude qui abrite des habitations humaines. La liste des animaux qui y fouilleront les déchets humains s'étend des singes tropicaux aux ours polaires de l'Arctique.
Différents types de zones urbaines abritent différentes espèces d'animaux sauvages. Une caractéristique générale des espèces d'oiseaux qui s'adaptent bien aux environnements urbains est qu'elles ont tendance à avoir un cerveau plus gros, ce qui leur permet peut-être de mieux s'adapter à l'environnement urbain changeant.
Les environnements urbains regorgent de mammifères qui réclament de vastes territoires, où ils sont moins victimes de la chasse ou de la prédation, tels que les rongeurs (rats, souris, écureuils, Tamia rayé en Amérique du Nord), les lapins communs, les ratons laveurs, les renards, les élans au Canada ou en Scandinavie, les cerfs, les blaireaux, les fouines en Europe.
Les techniciens et responsables municipaux répondant à la demande sociale de plus en plus forte d'une présence de nature en ville mais doivent prendre en compte la dispersion des populations animales et le rejet par le citadin de nombreuses espèces bruyantes, piquantes ou salissantes.
Une autre préoccupation est que le milieu urbain favorise rarement les espèces spécialistes. Les espèces citadines animales et végétales sont le plus souvent ubiquistes, présentant de fortes capacités d’adaptation et sont de bonnes compétitrices. L'influence de l'homme a pour effet d'aider les espèces plastiques les plus généralistes à se répandre aux dépens d'espèces plus spécialisées. Les écologues appellent homogénéisation biotique par l'urbanisation, ce processus de disparition d’espèces rares, spécialisées voire endémiques, et l'introduction d'espèces bien répandues, généralistes et/ou exotiques voire envahissantes,.

## Les animaux urbains

### Les animaux synanthropiques
Les animaux synanthropiques vivent dans un écosystème lourdement modifié par les humains comme les villes, les campagnes, les jardins… Ils évoluent de manière autonome en utilisant les ressources procurées par les activités humaines, le plus souvent de manière involontaire, notamment leurs infrastructures et leurs déchets. Ils sont bel et bien considérés comme des animaux sauvages contrairement au animaux domestiques. 
Exemples communs : Il existe des animaux typiques des villes qui ont marqué l’histoire et sont présents dans le monde entier, suivant les hommes dans leurs conquêtes. En voici quelques exemples :

#### Les colombidés
Cette famille d’oiseaux regroupe plusieurs espèces synanthropiques qui ont conquis des villes tout autour du globe. Ils démontrent une capacité à s’adapter aux villes remarquable.  

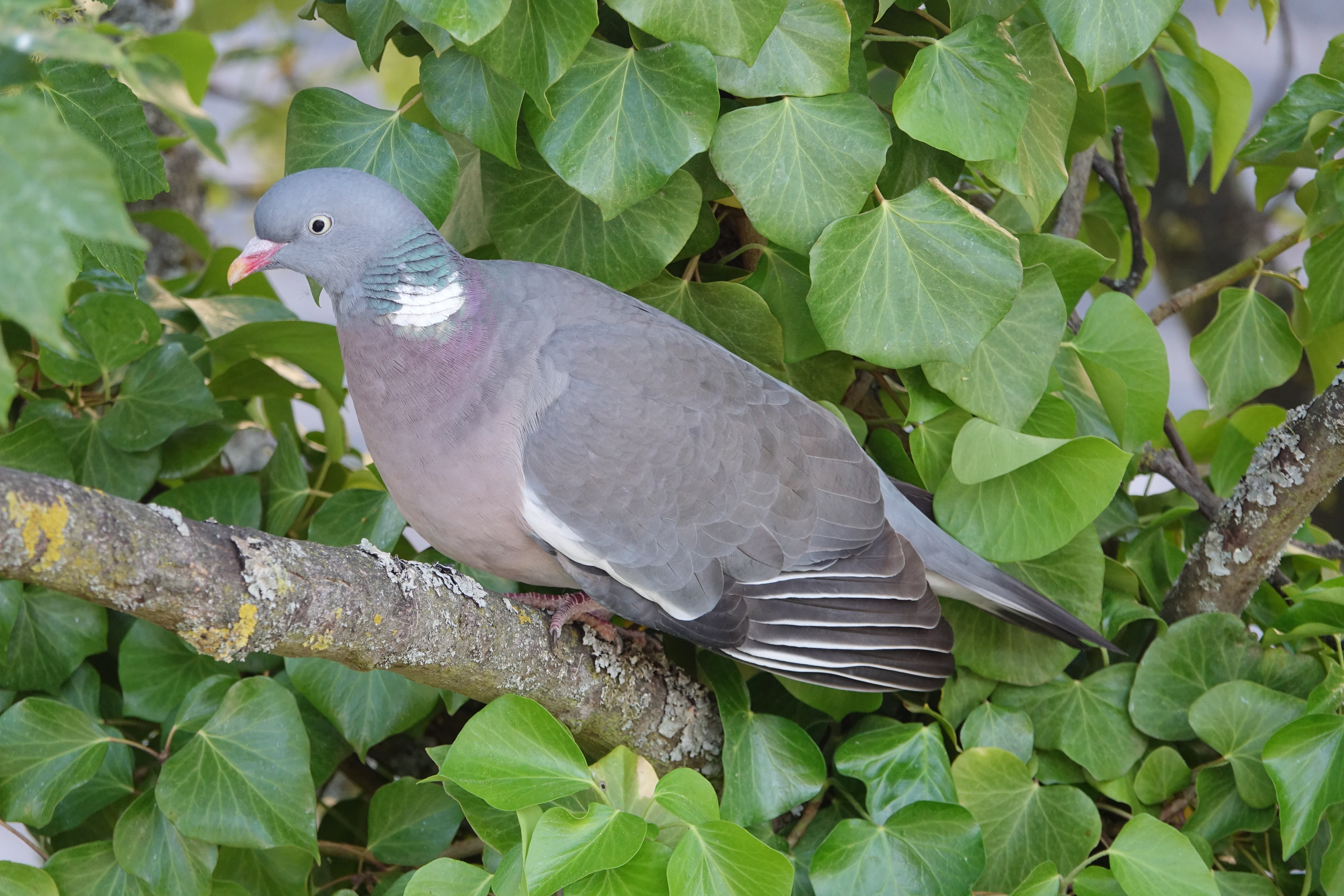
Pigeon ramier (Columba palumbus) à Colmar (Haut-Rhin, France).

Le pigeon ramier (Columba palumbus), est un oiseau farouche, qui a comme habitat d’origine les forêts. Au XIXᵉ siècle il a commencé à s’intégrer dans les parcs des villes d’Europe, profitant de l’absence de la chasse. Il a notamment bénéficié de sa capacité à nidifier en hauteur et d’aller chercher de la nourriture en dehors des villes (jusqu’à 15 Km). Il a fini par abandonner totalement sa migration hivernale.   

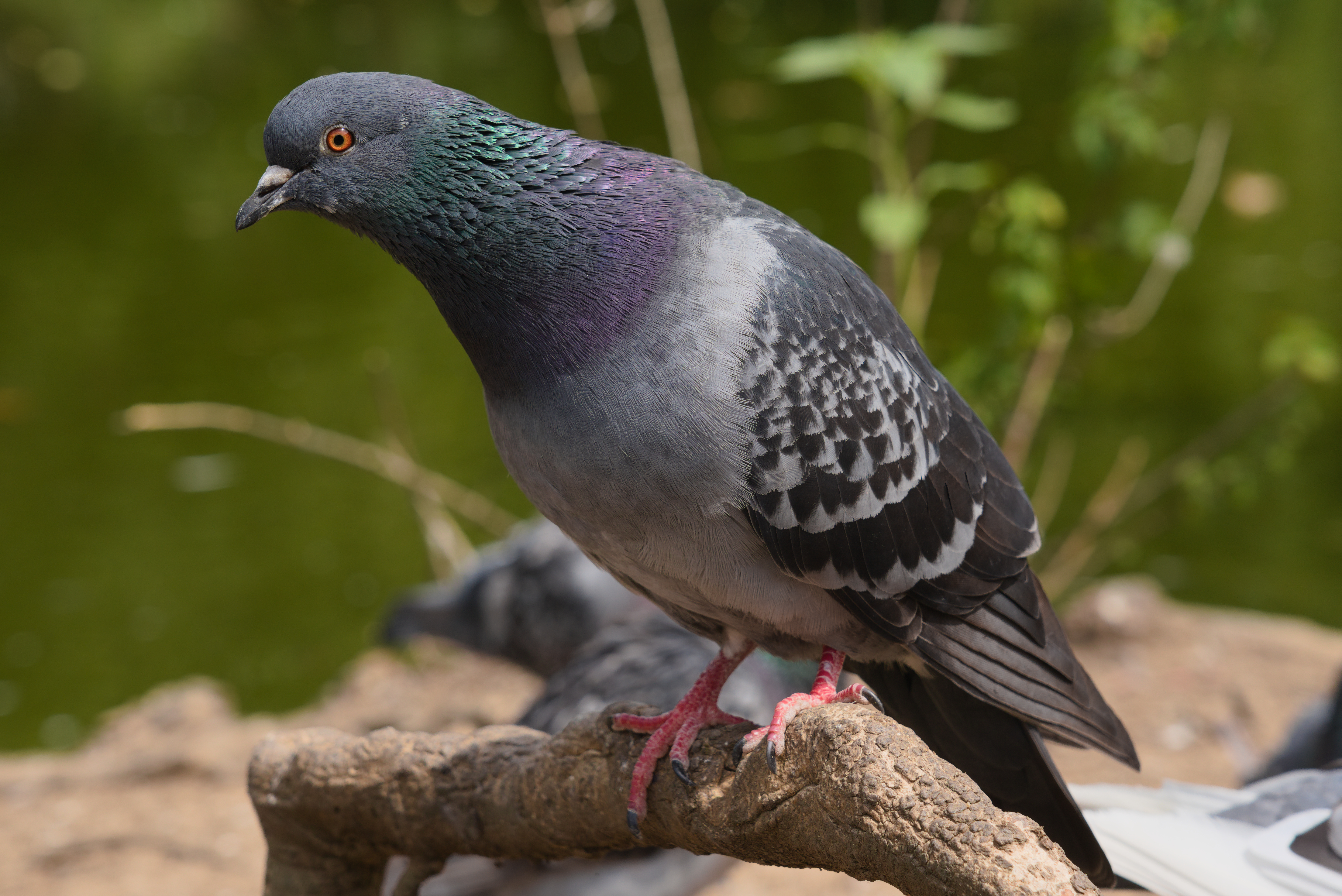
Pigeon biset à Waterlow Park, Londres.

Le pigeon biset (Columba livia), a bénéficié d’une relation particulière avec les humains. En effet, il a commencé à être domestiqué dès l'Antiquité. Une population férale a petit à petit été constituée et s’est établie en ville. Il tire parti de ses aptitudes exceptionnelles de reconnaissance individuelle et de sa mémorisation des comportements, notamment humains. Originaire des falaises, il est parfaitement adapté aux bâtiments en béton pour y nicher.

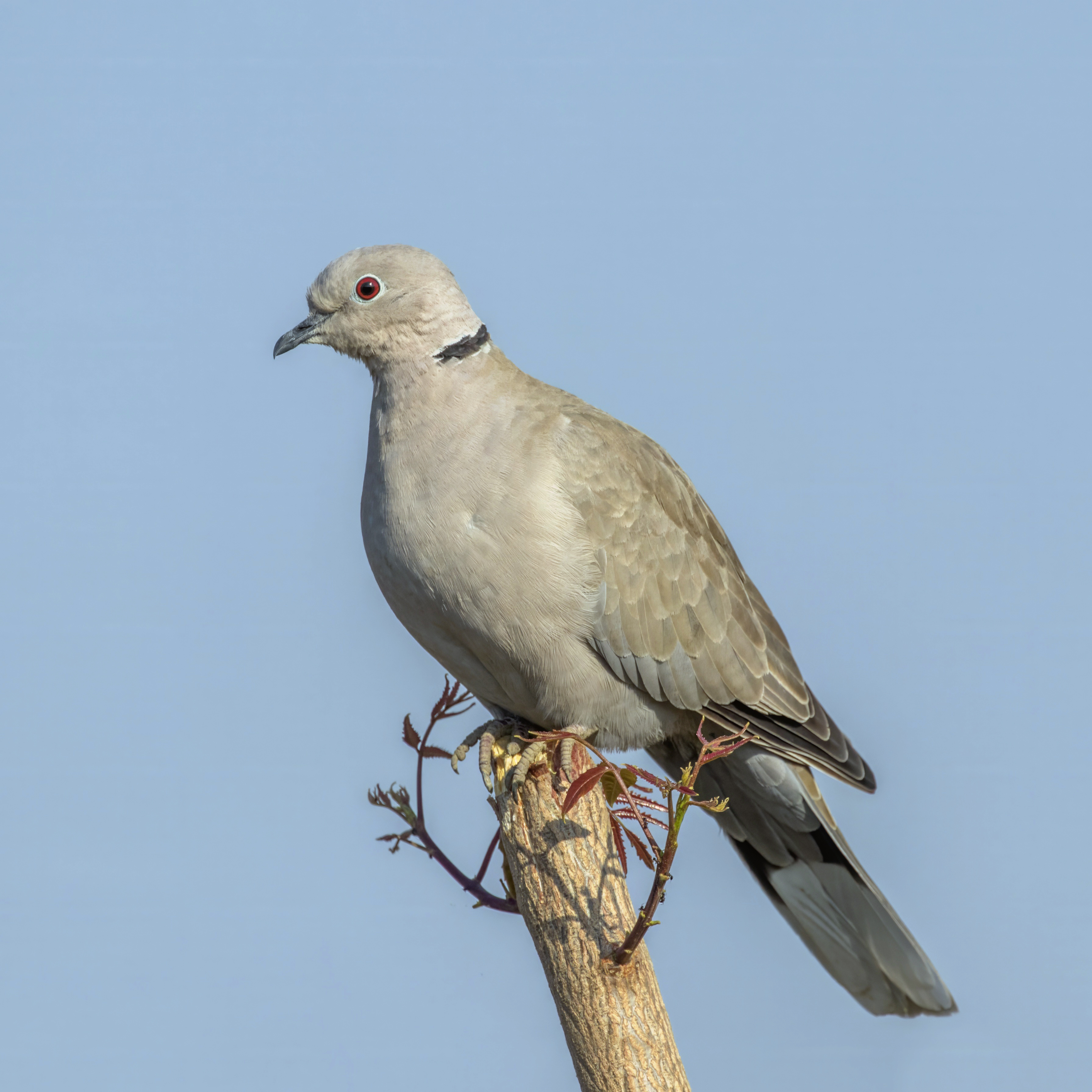
Tourterelle turque.

La tourterelle turque (Streptopelia decaocto), originaire du Sud-Est de l’Europe et de l’Asie mineure a commencé par coloniser l’Europe de l’Ouest au XXᵉ siècle et a fini par s’établir sur tout le continent Américain grâce à des lâchés accidentels, en commencent toujours par s’installer en ville avant de coloniser les campagnes.

#### Les rats

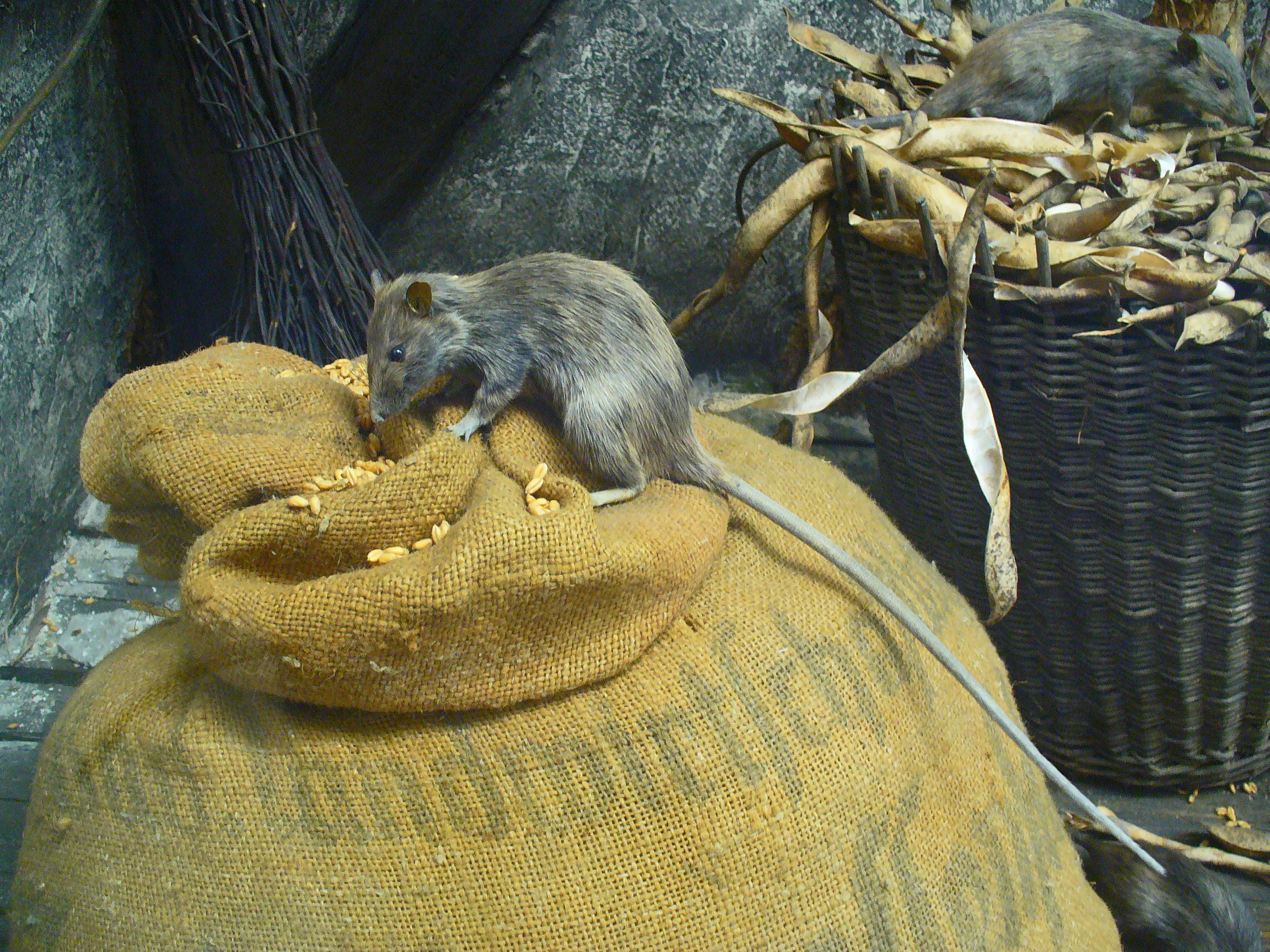
Rat noir.

Ce genre appartenant à l’ordre des rongeurs est un animal emblématique des villes qui accompagne les humains depuis des millénaires. Il endosse une réputation très négative dû à des épisodes de crises sanitaires telles que la peste noire, dont ils sont erronément tenus responsables. Ils sont sociaux et forment des communautés de plusieurs dizaines voire centaines d’individus. Conscient de leurs rôles dans la gestion des déchets, de plus en plus de municipalités cherchent davantage à une gestion responsable de ces populations plutôt que d’utiliser des mesures radicales d’extermination. Les deux espèces les plus communes sont le rat des champs et le rat des villes.
Le rat des champs ou rat noir (Rattus rattus) a colonisé l’Europe au Moyen Âge en suivant les routes commerciales et les étendues agricoles depuis l’Asie du Sud. Il se nourrit principalement de végétaux et apprécie les endroits secs.

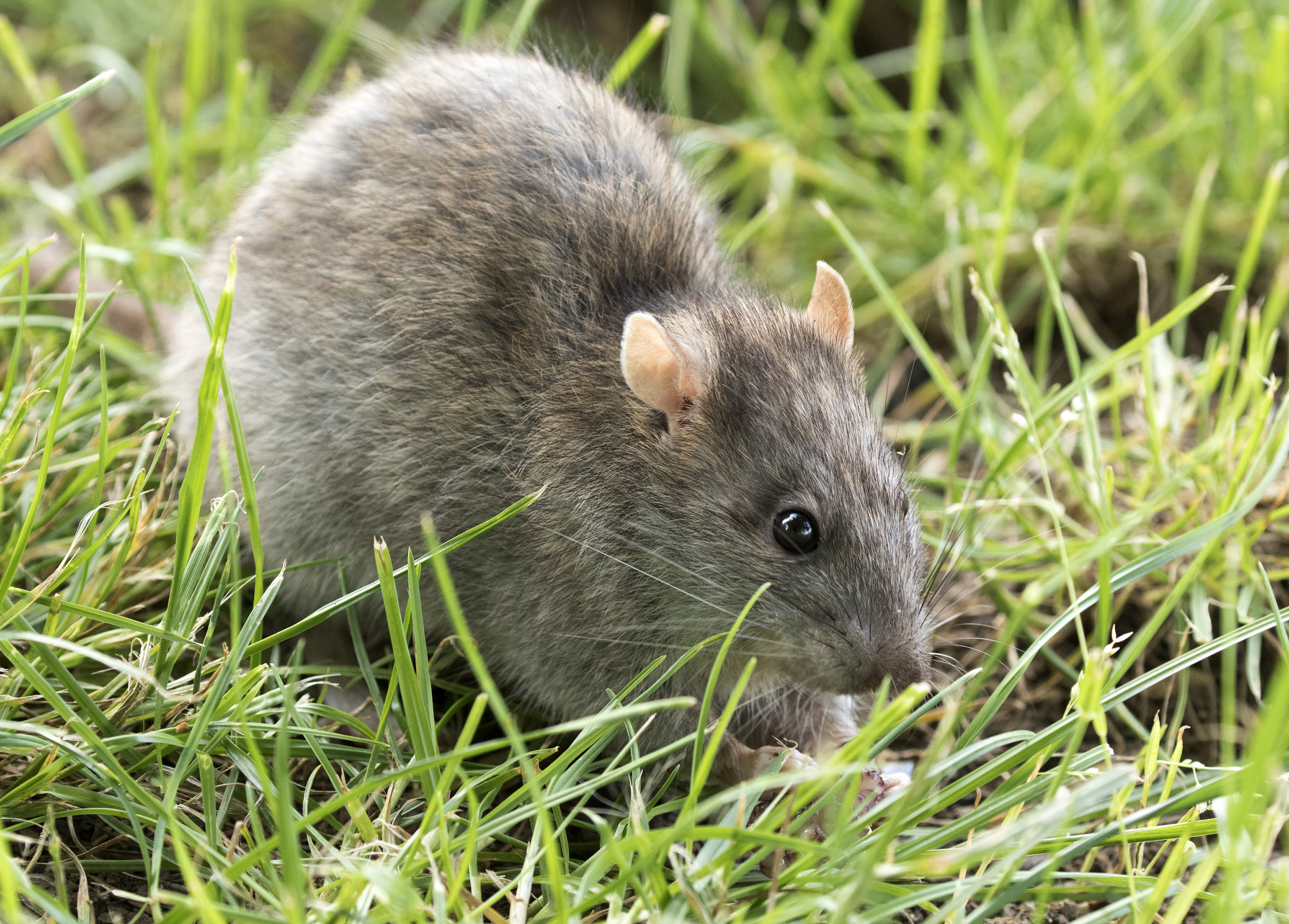
Rat brun.

Le rat des ville ou rat brun (Rattus norvegicus), également originaire d’Asie mais cette fois des steppes, a également suivi les humains à travers le monde. Il préfère les endroits humides et proches du sol, comme les égouts, et il est omnivore.

#### Exemples spécifiques

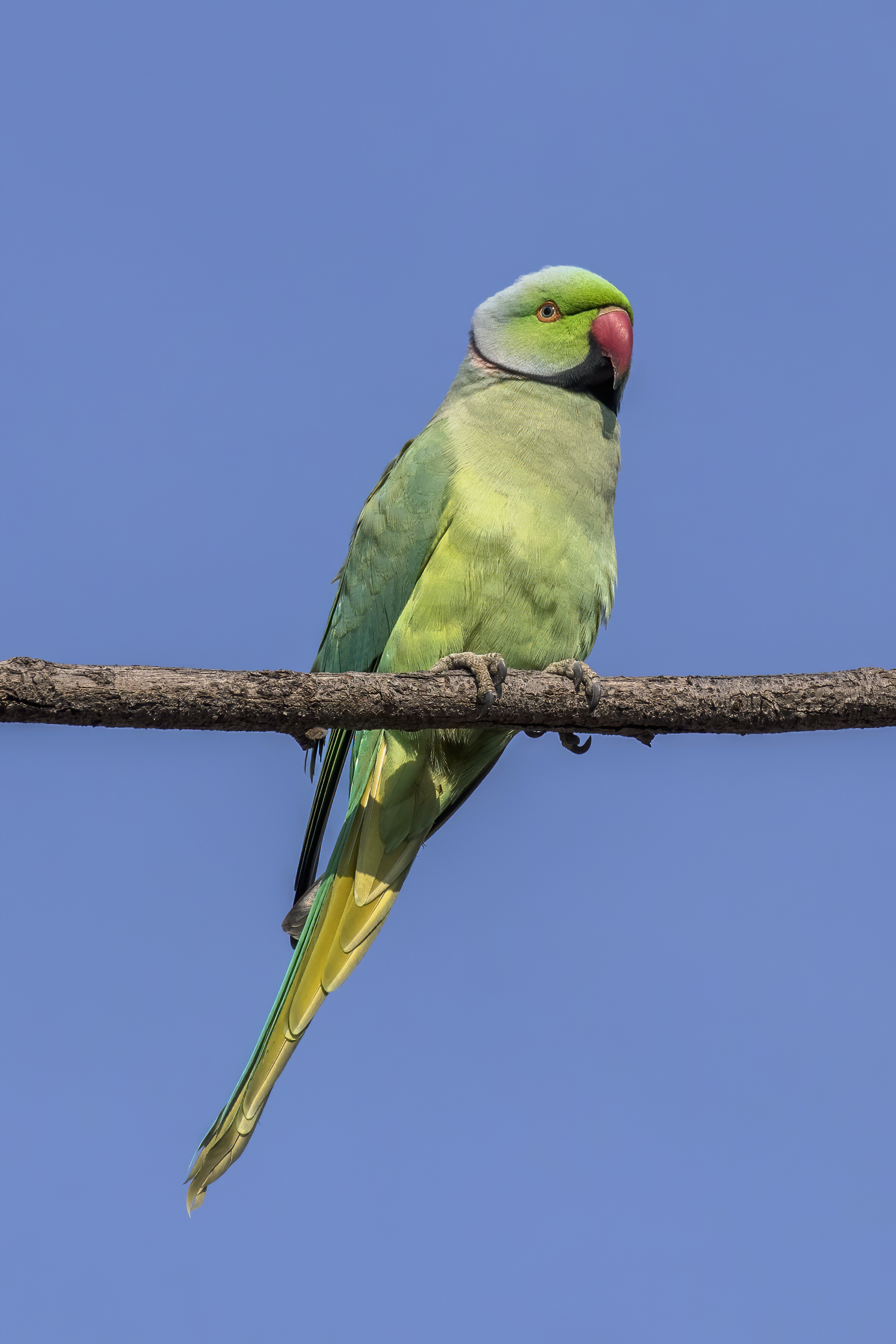
Perruche à collier.

Certains animaux se sont très bien adaptés à certaines villes mais restent cantonnés à certaines régions géographiques spécifiques. D’autres encore, commencent tout juste leur histoire d’espèce synanthropique dans certains pays, notamment grâce au réchauffement climatique qui favorise l’invasion des espèces exotiques.
La perruche à collier (Psittacula krameri) est une grande perruche originaire d’Asie et d’Afrique subsaharienne. Avec son très beau pelage vert, elle a su séduire de nombreux ornitophiles et de simples particuliers qui en ont adopté. À la suite de nombreuses évasions et abandons, cet oiseau exotique a su s’adapter à de nombreux environnements, notamment les grandes villes de l’ouest de l’Europe comme Londres, Paris et Bruxelles. Les premières observations en Île-de-France remonte à 1974, principalement dans le Val-de-Marne et le Val-d’Oise. Cependant, ce n’est que dans les années 90 qu’une véritable population a commencé à évoluer. En 2013, la population estimée était de 3000 individus. Elle est arrivée à Paris intra-muros en 2008 et en 2021 sa population était de 8 000 individus, selon la ligue de protection des oiseaux. Ce qui est véritablement remarquable c’est que cet oiseau est uniquement présent dans les grandes métropoles et est inexistant dans les forêts et les régions agricoles. Son impact sur les populations indigènes est inquiétant, notamment dans les zones périurbaines où elles entrent en compétition avec des pics et des chouettes pour nidifier dans les cavités des arbres.

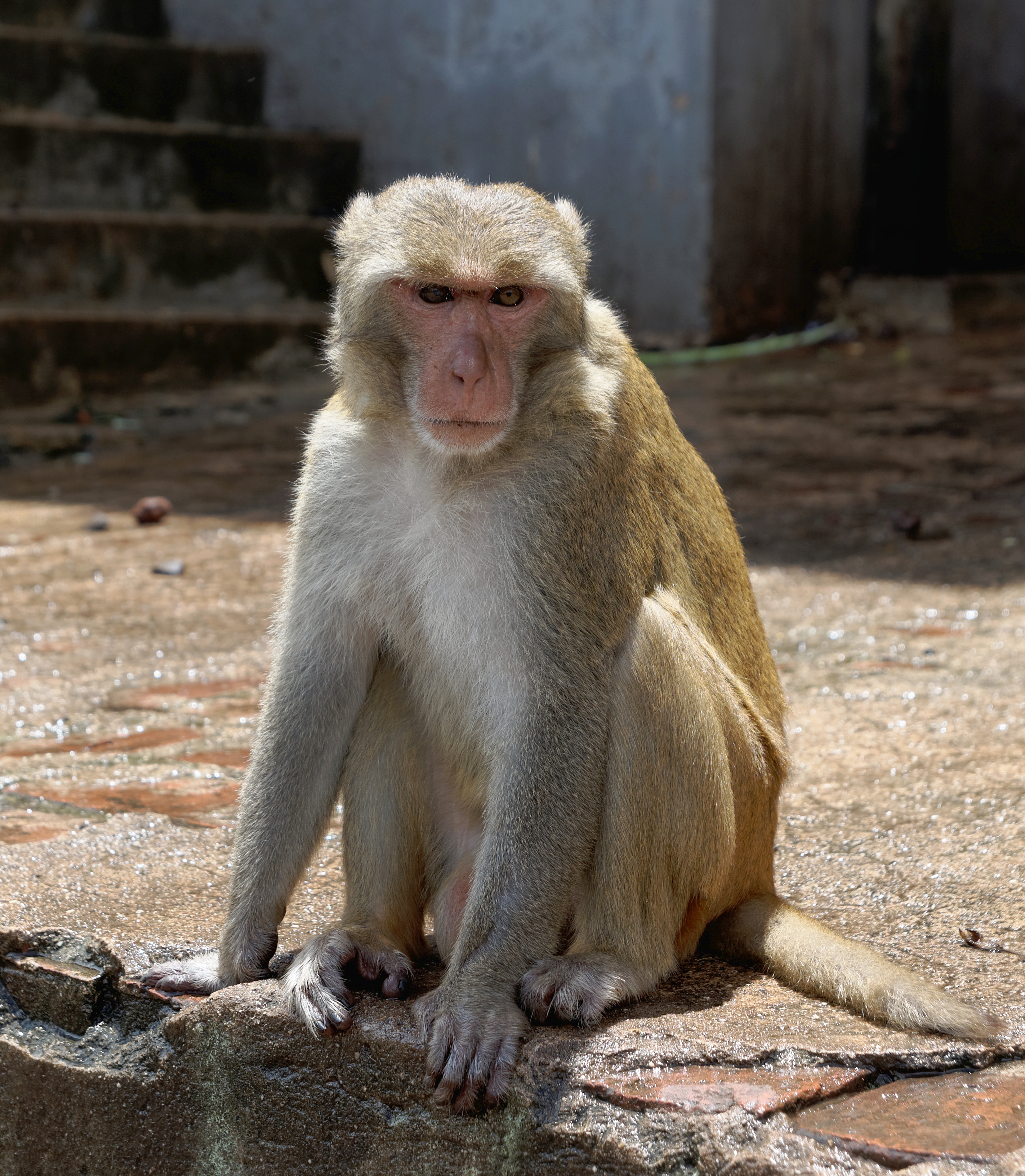
Macaque rhésus.

Le macaque rhésus (Indochinese rhesus macaque) est un petit singe d’Asie. Avec l’urbanisation, il a perdu son habitat et s’est réfugié en ville. Vénéré en Inde, il ne s’est pas fait chasser. C’est dans les années 90 que sa population a commencé à augmenter rapidement dans les grandes villes telles que New Delhi, qui en dénombre aujourd’hui plus de 30 000. Ils vivent sans crainte, parfois nourrit par les touristes ou recevant des offrandes. Le reste du temps, ils mangent les restes et fouillent les poubelles. Ils n’hésitent pas non plus à voler de la nourriture voir à se battre avec les humains dans des cas exceptionnels.

### Les animaux liminaires

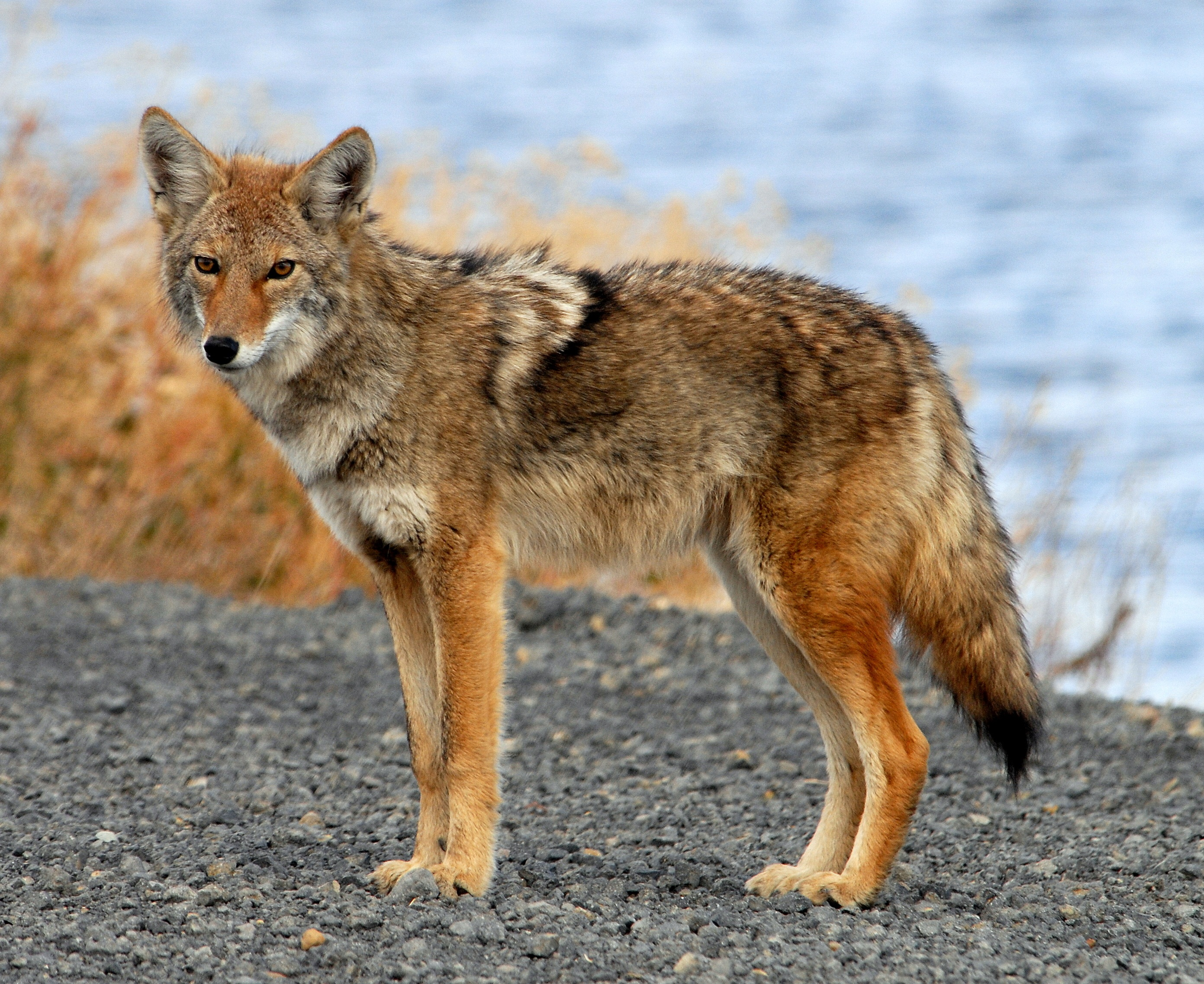
Coyote, Californie.

Certaines espèces animales ne vivent pas totalement en ville ou pleinement en nature. Ces animaux appelés liminaires évoluent à la frontière entre les milieux naturels et urbains. Habitués des zones périurbaines et des campagnes, ils jouent des rôles importants dans les écosystèmes modifiés mais pas totalement artificialisés. Par exemple :
Le coyote (Canis latrans) est un canidé originaire du centre des États Unis mais a agrandi son aire de répartition jusqu’au Canada dû à l’extermination de ses prédateurs naturels : le loup et le puma. Doué d’une grande adaptabilité, le coyote a su s’adapter au contact des humains et a élu domicile dans de nombreux espaces verts urbains et dans les zones périurbaines. Il se nourrit d’animaux domestiques, de déchets et de petits animaux.

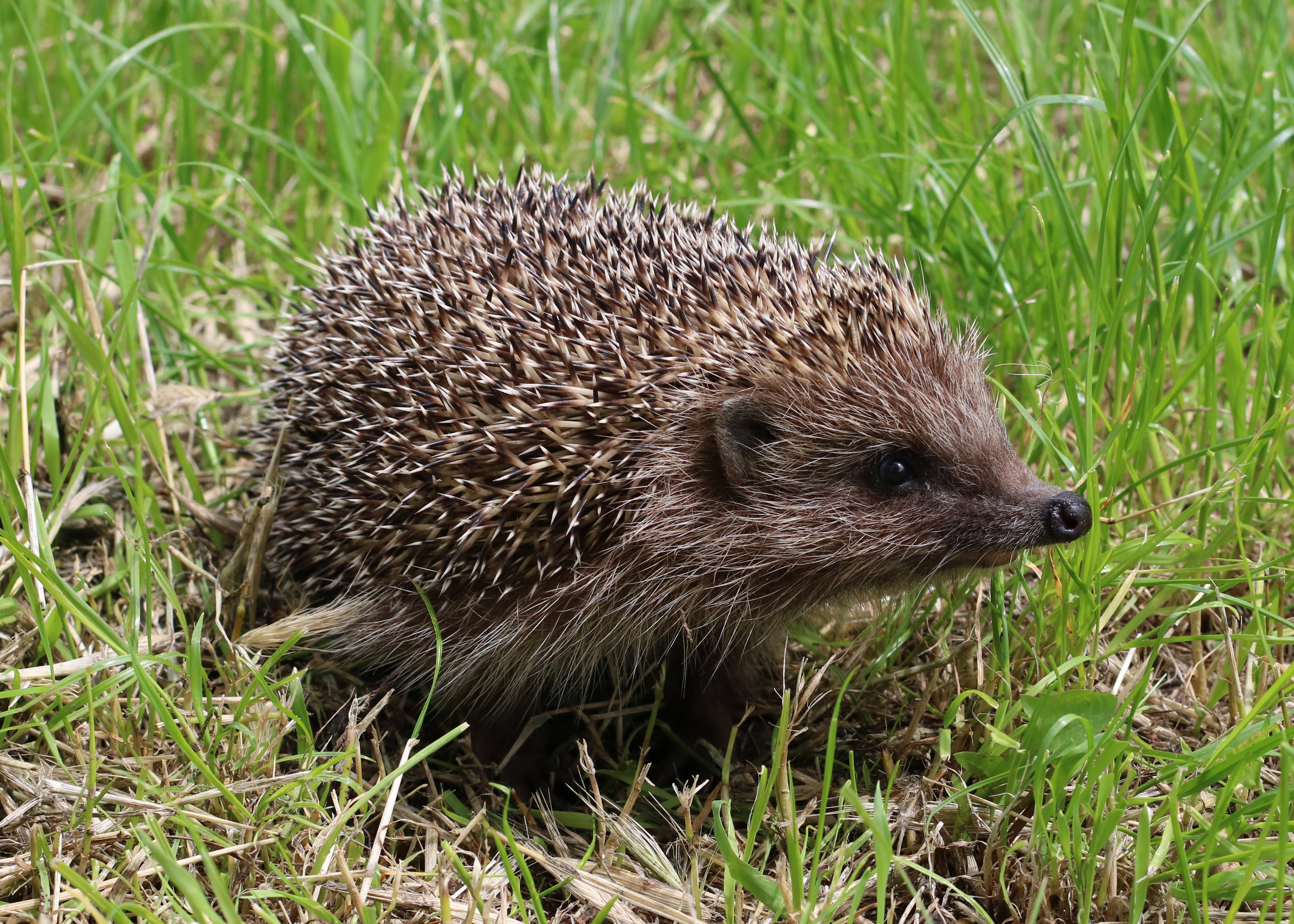
Hérisson.

Le hérisson (Erinaceus europaeus) est un petit mammifère nocturne que l’on retrouve dans les forêts d’Europe. Il s’est également adapté à une vie proche des humains. En effet, selon une étude menée par une équipe de chercheurs de l’Université de Hambourg, le hérisson aurait réduit son territoire de 90% en zone urbanisée comparé à la nature. Il a en effet plus de ressources à proximité et moins de compétition pour son alimentation, qui se compose de fruits et d’insectes, que dans son habitat naturel. De plus, il aurait adapté ses horaires de sortie. En effet, étant semi nocturne, il a l’habitude de sortir lorsque la lumière décline, mais il semble attendre les environs de minuit en ville pour éviter les humains et les animaux domestiques. Cependant, d’après le Dr. Lisa Warnecke, les hérissons nécessitent « des jardins ayant suffisamment d’espaces naturels et de buissons pour construire un nid et hiberner. ». Mais attention, les zones urbaines restent des endroits dangereux pour ces animaux, qui sont souvent victimes des voitures, tondeuses à gazon, poisons et clôtures, ce qui en fait une espèce quasi menacée.

### Frontière entre les faunes liminaire et synanthropique
La frontière entre liminaire et synanthropique est très floue, certaines espèces peuvent être à cheval sur les deux. Les différences clés sont que les animaux liminaires vivent de manière relativement indépendante, à la limite entre la nature et l’environnement humain, alors que les animaux synanthropiques ont une cohabitation étroite avec les humains et sont directement dépendants de leurs activités et infrastructures. La comparaison entre l'écureuil roux européen liminaire et l'écureuil gris américain à tendance synantropique est un bon exemple pour illustrer la distinction entre liminaire et synanthropique.

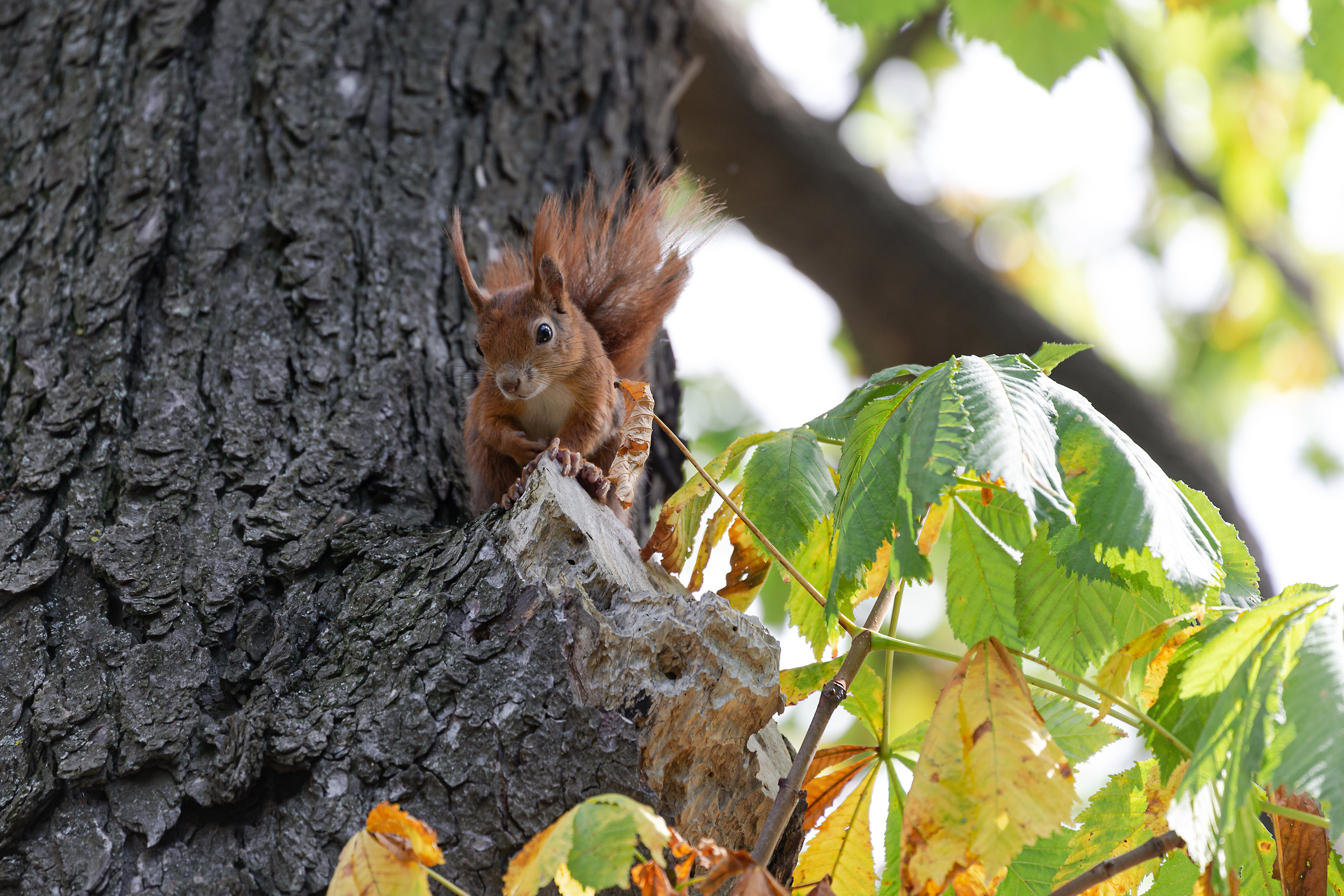
Écureuil roux.

L'écureuil roux (Sciurus vulgaris) habite principalement les forêts et zones périurbaines arborées en Europe. Il a un comportement craintif et s’aventure parfois dans les parcs et les jardins calmes. Il se nourrit principalement de graines et de fruits qu’il trouve par lui-même dans la nature. Il peut habiter et exploiter certaines ressources procurées par les milieux anthropisés mais reste très attaché à son habitat naturel, il est donc liminaire. 

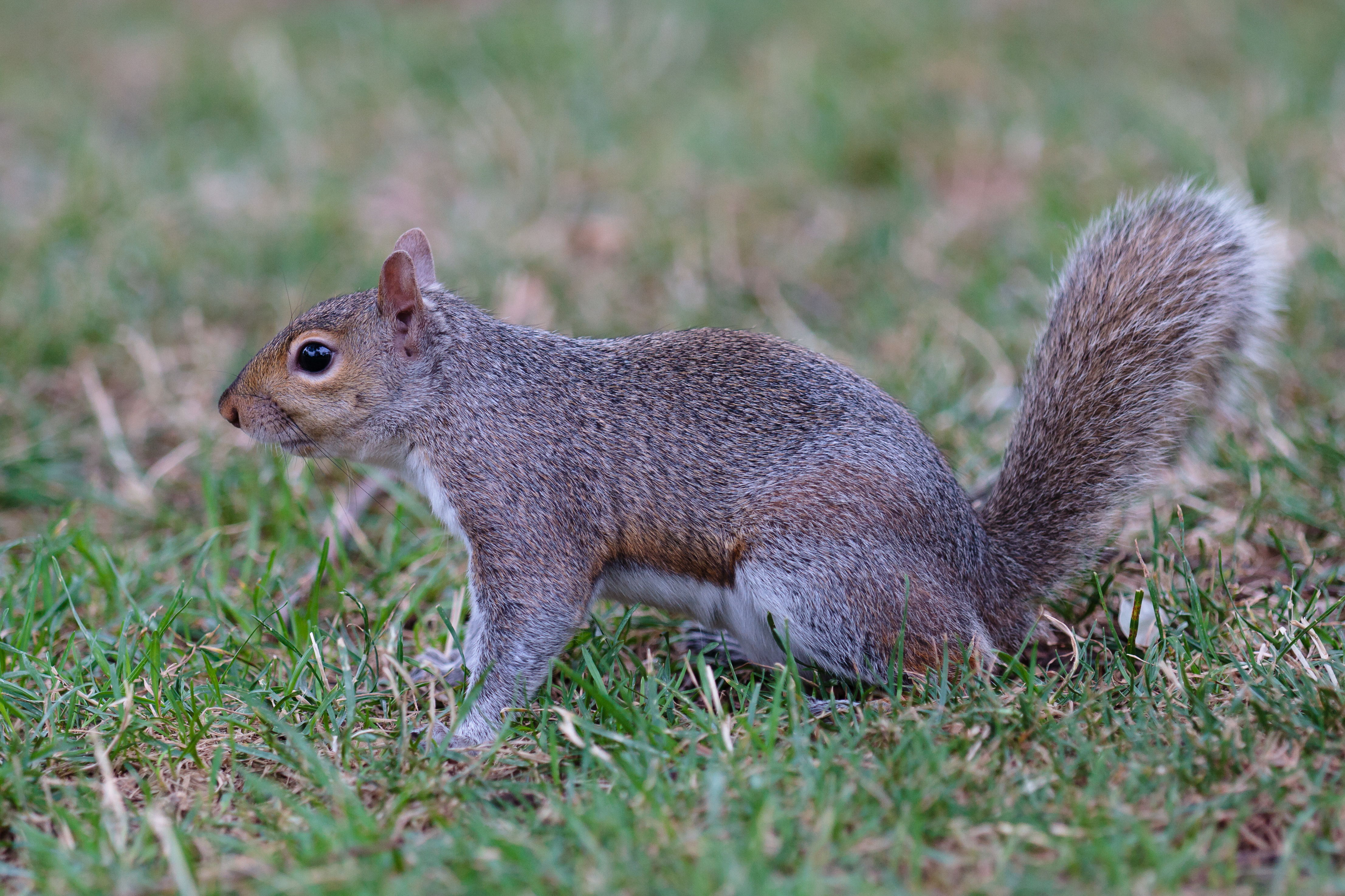
Écureuil gris à Washington, D.C.

L'écureuil gris (Sciurus carolinensis) habite dans les parcs urbains, jardins et même les rues des grandes villes américaines et a également colonisé la Grande Bretagne. Il est très bien adapté à la vie en ville et ne se préoccupe guère des humains. Il se nourrit de déchets alimentaires et de restes qu’il va parfois chercher dans les poubelles. En tirant partie directement des humains et en cohabitant avec eux de façon très rapprochée, il s’est intégré au paysage urbain, ce qui en fait un animal synanthropique.  

### Espèces menacées qui se réfugient dans les zones urbaines
Malgré les défis de taille que représentent la vie en ville, certains animaux se retrouvent contraints de venir s’y réfugier, même s’ils fuient au maximum le contact avec les humains. En effet, face à des menaces présentent comme la chasse, l’agriculture ou la perte d’habitat, se rapprocher des villes reste une des seules options qu’ont ces animaux. C’est le cas par exemple des chauves-souris qui, faute de vieux arbres et d’arbres morts contenant des cavités pour y habiter et hiberner, profitent des toitures des maisons et autres structures artificielles. Ces animaux restent extrêmement attachés à leurs milieux naturels et se retrouvent en ville par contrainte et non par choix, ce qui les différencie des animaux liminaires et synanthropiques.

## Dynamiques d'intégration des espèces animales dans des environnements anthropisés

### Adaptations comportementales et écologiques
Afin de vivre au contact des humains dans les milieux anthropisés, il est indispensable pour une espèce de s’adapter à leurs nouveaux milieux. Tout d’abord, il est évident qu’ils vont devoir augmenter leur tolérance à la proximité des humains ainsi qu’a leurs nuisances, telles que le bruit et la lumière. Les rouges-gorges et le merle d’Amérique par exemples choisissent parfois de chanter la nuit pour se faire entendre de leurs congénères. D’autres modifient une partie de leurs chants (ex. : plus aiguë) pour se distinguer du brouhaha de la ville ; le hérisson sort plus tard dans la nuit pour éviter les humains, etc. De plus, ces animaux se doivent de changer leurs alimentations. En effet, les proies et végétaux qu’ils consommaient habituellement sont souvent très rares ou inexistants en ville. A la place, ils devront exploiter de nouvelles ressources, comme les fruits et plantes ornementales des parcs et jardins, les autres espèces urbaines, les animaux domestiques ou leurs alimentations, ainsi que les déchets, ce qui représentent des ressources extrêmement abondantes. Cela implique des capacités cognitives et d’adaptations élevées afin de survivre et de prospérer dans ce nouvel environnement. Par exemple, les ratons laveurs, comme beaucoup d’autres animaux, ont appris à ouvrir les poubelles. D’autres approchent les humains pendant leurs repas en extérieur afin de dérober une partie de leurs repas. De façon générale, ce sont les espèces généralistes qui bénéficient le plus de ces milieux, alors que les espèces spécialisées ont tendance à disparaître, à moins que leurs points de prédilections se retrouvent en ville, comme c’est le cas des pigeons biset, originaire des régions rocheuses et nichants dans la falaise, qui se sont très bien adaptés aux buildings.

### Facteurs biologiques déterminants
Les animaux sont parfois avantagés de par leurs caractéristiques biologiques afin d’évoluer en ville. Parfois ils sont déterminants dans la place que va prendre l’espèce dans ses nouveaux écosystèmes. Par exemple, le cycle de reproduction est fondamental selon les situations : dans le cas des rats, une reproduction rapide est un avantage aux tentatives d’extermination des humains. D’autres espèces bénéficierons de petits qui deviendront vite autonomes. Par la suite, il a été observé que les animaux avec un plus grand cerveau ou plus de neurones sont plus adaptables à la ville. Pour finir, la tolérance au stress est un facteur crucial, étant donné les nombreuses sources présentes en ville.

### Impact de l’urbanisation sur la biodiversité
L’urbanisation transforme de manière extrême les écosystèmes, ce qui impacte les espèces spécialisées et endémiques en favorisant les espèces généralistes plus adaptables aux changements. C’est ce qu’on appelle l’homogénéisation biotique, qui fait référence à une perte d’espèces locales, favorisant les espèces généralistes parfois exotiques et envahissantes. Par exemple, la perruche à collier, espèce exotique et invasive, colonise parfaitement des grandes zones urbaines, alors que les oiseaux insectivores y sont quasiment absents.
Par ailleurs, les conditions très particulières de la ville émettent une forte pression sur les populations y habitants, ce qui engendre une sélection naturelle importante et des adaptations comportementales qui mènent à des isolations des populations et amorcent un processus de spéciation. C’est par exemple le cas des oiseaux en ville qui pour s’adapter produisent des chants différents, or les chants jouent un rôle crucial dans la communication et la reproduction des oiseaux. Incapables de communiquer entre eux, les oiseaux des villes et des campagnes ne se reproduiront plus ensemble. Avec des dérives génétiques et une sélection naturelle différente (différents prédateurs et sources de nourriture par exemple), ses populations évolueront sur des chemins différents jusqu’à un jour peut-être devenir deux espèces distinctes.

## Défis et enjeux d’une cohabitation

### Les problèmes engendrés par cette cohabitation
Une cohabitation rapprochée entre les humains et la faune urbaine, en particulier la faune synanthropique car plus dense, moins diversifiée et plus proche des humains, soulève de nombreux défis. Tout d’abord, ces animaux peuvent endommager les biens des humains, comme par exemple les fientes très acides des pigeons qui détériorent la peinture des voitures, les infrastructures métalliques, ainsi que les parties extérieures des bâtiments. Ils peuvent renverser les poubelles et disperser les déchets afin de trouver de la nourriture. Ils sont également souvent considérés comme propagateurs de maladies, bien que les risques de propagations soient majoritairement liés à la gestion des déchets et sanitaires des villes. Pour être plus précis, des espèces telles que les rats, qui peuvent transmettre plusieurs maladies telles que la leptospirose ou la salmonellos, ne représentent pas de risques si les mesures sanitaires sont respectées.

### Gestion des déchets
Ce n’est pas un secret, les animaux des villes se nourrissent principalement des déchets. C’est en outre cela qui régule leur population : plus il y a de déchets, plus il y aura d’alimentation pour ces populations urbaines. Un moyen simple de réguler leurs populations est de limiter nos propres déchets, de réduire le gaspillage alimentaire et de s’assurer qu’ils ne puissent pas accéder aux poubelles. Cela mis à part, ils consomment également des quantités astronomiques de déchets abandonnés dans les rues et les parcs. Par exemple, les 3,8 millions de rats de la capitale française consommeraient jusqu’à 34 millions de tonnes de déchets chaque année. Ceci est inestimable en termes de bénéfices pour la ville, qu’ils soient financiers ou bien sanitaires, car il est évident que si ces milliers de tonnes restaient pourrir dans la rue, cela développerait des bactéries et attirerait des insectes potentiellement plus dangereux pour notre santé que la présence des rats. De plus, ils permettent de déboucher régulièrement les égouts en fouillant et consommant les détritus. 

### Les bénéfices écologiques et sociaux de la faune urbaine
A l’inverse de certaines espèces qui sont considérées comme nuisibles, d’autres sont très appréciées, que ce soit pour leurs chants, leurs beautés ou leurs utilités. En effet, ils apportent des services écosystémiques non négligeables. C’est par exemple le cas de certains oiseaux comme la mésange ou encore de mammifères comme le hérisson, qui sont nourrit par les jardiniers en hiver et procurent de la joie et des services comme leurs consommations d’insectes ravageurs. Des insectes tels que les papillons et les abeilles sont également appréciés et protégés. L’observation des animaux a des effets apaisants et bénéfiques, notamment pour les humains habitants en ville souvent en manque de relations avec la nature. Observer des oiseaux, des renards, des écureuils etc. attise les curiosités de chacun et procure de la joie. L’ornithologie est par exemple un loisir très populaire. Malgré cela, certains animaux font débat, comme les lapins ou encore les renards qui sont appréciés par certains amoureux de la nature, mais considérés comme nuisibles par des jardiniers un peu trop sévères et les chasseurs.

## L’écologie des villes

### Les écosystèmes urbain
Les villes possèdent des écosystèmes complexes qui mélangent des éléments naturels modifiés et artificiels. Ils présentent une forte densité humaine et une fragmentation importante. La nature ayant horreur du vide, trouve toujours comment peupler les zones hostiles à la biodiversité. A l’inverse de la majorité des écosystèmes naturel, les villes produisent des perturbations quasi constantes, ce qui ajoute une pression supplémentaire sur les animaux et joue un rôle important sur leurs sélections et leurs comportements. Les parts d’artificiel et de semi-naturel sont un point fondamental dans le façonnement et la résilience de ses écosystèmes urbains. Intégrer plus d’espaces verts et de corridors écologiques de manière réfléchie est un bon moyen de favoriser une biodiversité plus équilibrée et en accord avec les attentes des citadins.

### Les espaces verts
Les espaces verts jouent un rôle crucial dans le fonctionnement et l’équilibre des zones urbains. Que ce soit les parcs, les jardins publics et privés, les toitures végétalisées ou tout simplement les alignements d’arbres, ces derniers jouent leurs rôles ornementaux mais également de régulateurs thermiques, d’absorption des précipitations, d’un certain contrôle de la qualité de l’aire, mais surtout et avant tout, ils jouent un rôle déterminant dans les communautés fauniques qui vont s’y installer. Ils serviront d’habitat, de matière première, de lieu de reproduction et de producteur d’alimentation. Une planification urbaine élaborée et réfléchie est indispensable pour soutenir un écosystème adapté et équilibré. Par exemple, un corridor écologique permettant le passage des oiseaux migrateurs et bénéficiant aux populations d’insectes polinisateurs est souhaitable. En revanche, un aménagement qui pousserait par exemple les sangliers ou les cerfs à venir se nourrir et à traverser des routes voir des quartiers résidentiels ou urbains denses poserait des risques et des enjeux qui nécessiteraient des aménagements supplémentaires en conséquence.

### Réferences
1. ↑  Godet, L., « Les oiseaux anthropophiles : définition, typologie et conservation. », Annales de géographie, no N° 716(4),‎ 2017, p. 492-517 (. https://doi.org/10.3917/ag.716.0492)
2. ↑  Donaldson, S., Kymlicka, W., Zoopolis: A Political Theory of Animal Rights, Oxford, OUP Oxford, 2011
3. ↑  Myla F. J. Aronson et al. J., « A global analysis of the impacts of urbanization on bird and plant diversity reveals key anthropogenic drivers », Proceedings of the Royal Society B, vol. 281, no 1780,‎ avril 2014, p. 20133330 (DOI 10.1098/rspb.2013.3330, lire en ligne, consulté le 30 décembre 2016)
4. ↑  Ella Davies, « Adaptable urban birds have bigger brains », BBC News, 27 avril 2011 (consulté le 18 juin 2013)
5. ↑  (en) O.L. Gilbert, The ecology of urban habitats, Chapman & Hall, 1989, 369 p.
6. ↑  Philippe Clergeau, « Biodiversité dans les paysages urbains : des concepts aux applications », Penn ar Bed, no juin-septembre 1997,‎ 165-166, p. 16.
7. ↑  (en) Michael L. McKinney, « Urbanization as a major cause of biotic homogenization », Biological Conservation, vol. 127, no 3,‎ 2006, p. 247-260 (DOI 10.1016/j.biocon.2005.09.005).
8. ↑  (en) Julian D. Olden, Thomas P. Rooney, « On defining and quantifying biotic homogenization », Global Ecology and Biogeography, vol. 15, no 2,‎ 2006, p. 113-120 (DOI 10.1111/j.1466-822X.2006.00214.x).
9. ↑  https://vitrinelinguistique.oqlf.gouv.qc.ca/fiche-gdt/fiche/17078500/feral
10. ↑  Leboucher, G., « Pigeons et tourterelles : les modifications comportementales, provoquées par les circonstances, révèlent les potentialités, Eric Baratay. Les animaux historicisés », HAL,‎ 2023 (lire en ligne)
11. ↑  Malher, F., « La Perruche à Collier et La Biodiversité En Île-de-France. LPO Île-de-France », LPO Île-de-France,‎ 2022 (lire en ligne)
12. ↑  « Inde : New-Delhi, la planète des singes », ARTE Reportage,‎ 2023 (lire en ligne)
13. 1 2  Malnory, C., « Les hérissons ont réussi à s’adapter à la vie en ville », Slate,‎ 2016 (lire en ligne)
14. ↑  « Le Hérisson Change de Statut Sur La Liste Des Espèces Menacées Après Une Baisse de Sa Population. », Le Monde.fr.,‎ 2024 (lire en ligne)
15. ↑  « Les Oiseaux Qui Chantent La Nuit : Une Exploration Complète. », Mnemolia,‎ 2024 (lire en ligne)
16. 1 2  Mc Lean, A., « Oiseaux Urbains Ou Campagnards : Y a-t-Il Une Différence? », Espace pour la vie Montréal,‎ 2016 (lire en ligne)
17. 1 2  Amir Aouissi, H., « Écologie des espèces aviaires dans le tissu urbain de la ville de Annaba », HAL,‎ 2020 (lire en ligne)
18. ↑  Gravel, P., « Des oiseaux presque aussi intelligents que des singes. », LeDevoir,‎ 2023 (lire en ligne)
19. ↑  Anne T., « R16 : L’homogénéisation Biotique, Par Joanne Clavel. », SFEcologie,‎ 2011 (lire en ligne)
20. ↑  « Leptospirose : Situation et Définition. », INSPQ,‎ s.d. (lire en ligne)
21. 1 2  Le Cain, B., « Mal-Aimés, Les Rats Savent Aussi Se Rendre Utiles. », Le Figaro,‎ 2016 (lire en ligne)